# Вазописец Ахилла

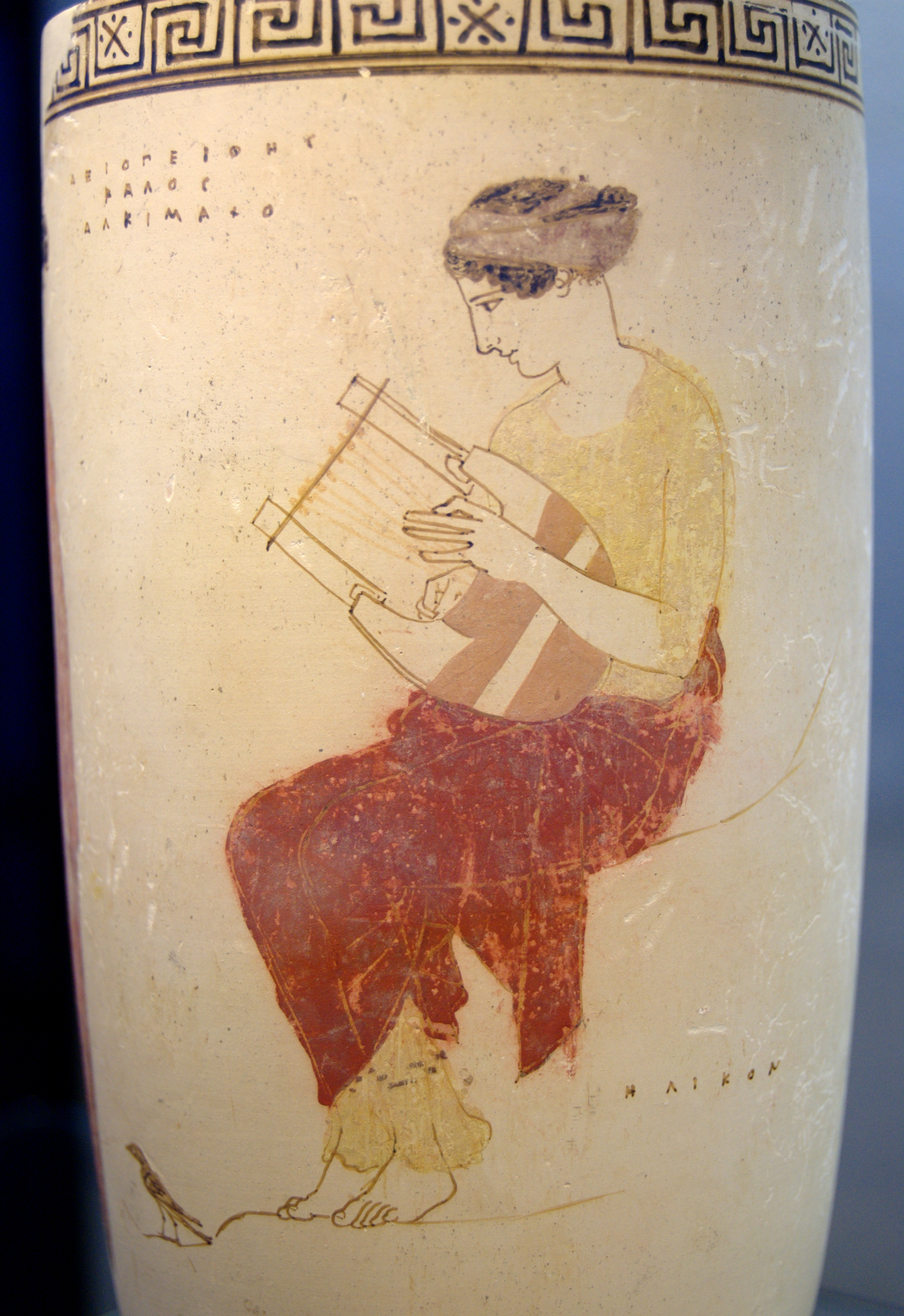
Один из лекифов в технике по белому фону вазописца Ахиллеса

Вазописец Ахилла, также вазописец Ахиллеса — анонимный греческий вазописец из Афин, работавший в середине V века до нашей эры. Ему принадлежат работы в чернофигурном, краснофигурном стиле и на белом фоне. Вазы вазописца Ахилла часто содержат надписи Калос. Его авторству приписывается более 200 ваз.
Его именная ваза — амфора, украшенная сценой, изображающей Ахиллеса и Брисеиду, ныне хранится в музее Ватикана. Амфора датируется примерно 450 годом до н. э. Фигура Ахиллеса очень похожа на работы современного вазописца скульптора Поликлета Старшего, особенно на его скульптуры «Дорифор». По нескольким символам (по одному с каждой стороны вазы), исследователи сделали вывод, что её автор связан, возможно, с учеником другого анонимного вазописца, известного под именем Берлинского вазописца. Всего краснофигурная амфора Ахиллес и Брисеида считается исследователями одним из наиболее хорошо сохранившихся примеров вазописи классического периода .
Наряду с амфорами вазописец Ахиллеса создавал роспись для погребальных лекифов в технике вазописи по белому фону.